# Фоли (Миннесота)
Фоли (англ. Foley) — город в округе Бентон, штат Миннесота, США.
На площади 4,9 км² (4,9 км² — суша, водоёмов нет), согласно переписи 2002 года, проживают 2154 человека. Плотность населения составляет 443,5 чел./км².
- Телефонный код города — 320
- Почтовый индекс — 56329, 56357
- FIPS-код города — 27-21536[1]
- GNIS-идентификатор — 0643775[2]